# Военновъздушна база Инджирлик
Военновъздушната база Инджирлик се намира в Южна Турция край едноименния източен квартал (бивше селище) Инджирлик на Адана, на 8 km от центъра на града.
Използва се от турските ВВС и американските ВВС основно. Това е най-източно разположената военновъздушна база на НАТО.
Принципното решение за създаването на базата е взето още преди края на ВСВ от т.нар. западни съюзници на втората каирска конференция, провела се на 4 – 6 декември 1943 г. и непосредствено след Техеранската конференция.
След присъединяването на Турция в НАТО се пристъпва към създаването на военновъздушната база. През февруари 1955 г. базата е открита под името Авиобаза Адана и в нея е дислоцирана 7216-а американска авиоескадрила. От 1958 г. базата носи името Инджирлик.
До свалянето на американския шпионски Локхийд U-2 с Франсис Гари Пауърс на 1 май 1960 г. авиобазата е основна за шпионските полети над СССР и страните-членки от Варшавския договор.
След турската окупация на Кипър и острата реакция с ембарго на Турция от страна на САЩ, турското правителство обявява че ще закрие всички бази на НАТО на своя територия, въпреки че не се стига до закриването само на двете в Измир и Инджирлик, но те остават да функционират в съвсем ограничен взаимен обем.
През 1978 г. САЩ отменят турското ембарго и на 29 март 1980 г. е подписан Договор за военно и икономическо сътрудничество между двете страни, по силата на който базата се модернизира.
Авиобазата се използва основно от турските ВВС 10-о авиокрило (Ana Jet Üs или AJÜ) и 2-ро командване на ВВС (Hava Kuvvet Komutanlığı).
В базата е базирано и 39-о американско авиокрило. Персонала на базата е близо 5000 души.